# Тарасовка (Воронежская область)
Тарасовка — посёлок в Панинском районе Воронежской области.
Входит в состав Краснолиманского сельского поселения.

## География
Посёлок расположен в центральной части поселения на реке Тамлык.

### Улицы
- ул. Тарасовская

## Население
| 2000 | 2005 | 2010 |
| ---- | ---- | ---- |
| 164  | ↘134 | ↘109 |

В 2007 году численность населения посёлка составляла 128 человек.

## История
Населённый пункт (хутор) основал крестьянин Михей Григорьевич Тарасов (1726—1818) во второй половине XVIII века, который поселился на этом участке со своей многочисленной семьёй. Выросшие сыновья отделились от семьи и в посёлке стало несколько домиков. Он получил название по фамилии переселенцев — Тарасовка. По данным «ревизской сказки» 1835 года в Тарасовке было 5 дворов и всё население носило одну фамилию — Тарасовы. Они относились к категории крестьян-одноворцев. Однодворцами называли потомков мелких служилых людей, которые ещё в XVIII веке несли службу по охране южных окраин Московского государства от набегов кочевников. В 1859 году здесь проживали 128 человек и было 10 дворов. В 1900 году численность населения составляла 272 человека; было 30 дворов, общественное здание, лавка, две ветряные мельницы.